# Столяр, Сергей Ефимович
Сергей Ефимович Столяр (род. 20 октября 1950, Ленинград) — советский и российский шахматист, гроссмейстер ИКЧФ.

## Биография
Победитель 35-го чемпионата Европы по переписке (1987—1994 гг.). Бронзовый призёр 29-го чемпионата Европы по переписке (1984—1990 гг.).
Окончил математико-механический факультет ЛГУ.
Учитель высшей категории. С 1997 по 2022 гг. преподавал программирование в Лицее «Физико-техническая школа» им. Ж. И. Алфёрова.
Лауреат конкурса «Учитель-исследователь» фонда некоммерческих программ «Династия» (2004).
Победитель конкурса лучших учителей России (2008).

## Книга
- Столяр С. Е., Владыкин А. А. Информатика : представление данных и алгоритмы. — М.: Бином; СПб.: Невский диалект, 2007 (СПб.: Печатный двор им. А. М. Горького). — 381 с. — ISBN 978-5-94774-661-0.